# Chủ nghĩa xã hội đặc sắc Trung Quốc
Chủ nghĩa xã hội đặc sắc Trung Quốc (Trung văn giản thể: 中国特色社会主义, Trung văn phồn thể: 中國特色社會主義; Hán Việt: Trung Quốc đặc sắc xã hội chủ nghĩa), trước Đại hội đại biểu toàn quốc lần thứ XV Đảng Cộng sản Trung Quốc tháng 9 năm 1997 gọi là chủ nghĩa xã hội có đặc sắc Trung Quốc (Trung văn phồn thể: 有中國特色社會主義; Trung văn giản thể: 有中国特色社会主义, Hán Việt: hữu Trung Quốc đặc sắc xã hội chủ nghĩa), là hệ tư tưởng chính thức của Đảng Cộng sản Trung Quốc dựa trên chủ nghĩa xã hội khoa học. Ý thức hệ này hỗ trợ việc tạo ra một nền kinh tế thị trường xã hội chủ nghĩa chi phối bởi các khu vực công vì Trung Quốc đang trong giai đoạn đầu của chủ nghĩa xã hội. Chính phủ Trung Quốc cho rằng Trung Quốc không từ bỏ chủ nghĩa Mác nhưng đã phát triển nhiều thuật ngữ và khái niệm của lý thuyết Mác-xít để hàm chứa hệ thống kinh tế mới. Đảng Cộng sản Trung Quốc cho rằng chủ nghĩa xã hội là tương thích với các chính sách kinh tế. Trong tư tưởng của Cộng sản Trung Quốc hiện nay, Trung Quốc đang trong giai đoạn đầu của chủ nghĩa xã hội-một quan điểm giải thích các chính sách kinh tế linh hoạt của chính phủ Trung Quốc để phát triển thành một quốc gia công nghiệp hóa.
Bắt đầu từ cuối năm 1978 các nhà lãnh đạo Trung Quốc đã tiến hành cải tổ nền kinh tế từ mô hình kinh tế kế hoạch hóa tập trung kiểu Xô viết sang nền kinh tế hướng thị trường hơn nhưng vẫn trong khuôn khổ kiểm soát của Đảng. Theo mục tiêu này, chính quyền đã chuyển sang cơ chế khoán trong nông nghiệp thay cho hình thức hợp tác xã, tăng quyền hành đối với cán bộ địa phương và lãnh đạo các nhà máy trong công nghiệp, cho phép hoạt động đối với một loạt các doanh nghiệp cỡ nhỏ trong các ngành dịch vụ và sản xuất nhỏ, và mở cửa nền kinh tế cho ngoại thương và đầu tư nước ngoài. Các chính sách kiểm soát giá cả cũng được nới lỏng. Kết quả là nền kinh tế Hoa Lục đã chuyển từ một nền kinh tế mệnh lệnh sang hình thức kinh tế hỗn hợp, dung hòa giữa sở hữu tư nhân và nhà nước tạo nên một thứ chủ nghĩa tư bản nhà nước mang đặc trưng của Trung Quốc.

## Sách chuyên khảo
- Gregor, A. James (1999). Marxism, China & Development: Reflections on Theory and Reality. Transaction Publishers. ISBN 9780765806345.{{Chú thích sách}}:  Quản lý CS1: ref trùng mặc định (liên kết)
- He, Henry Yuhuai (2001). Dictionary of the Political Thought of the People's Republic of China. M.E. Sharpe. ISBN 9780765605696.{{Chú thích sách}}:  Quản lý CS1: ref trùng mặc định (liên kết)
- Hsu, Robert (1991). Economic Theories in China, 1979–1988. Cambridge University Press. ISBN 9780521365673.{{Chú thích sách}}:  Quản lý CS1: ref trùng mặc định (liên kết)
- Li, Gucheng (1995). A Glossary of Political Terms of the People's Republic of China. Chinese University Press. ISBN 9789622016156.{{Chú thích sách}}:  Quản lý CS1: ref trùng mặc định (liên kết)
- Schram, Stuart (1989). The Thought of Mao Tse-Tung. Cambridge University Press. ISBN 9780521310628.{{Chú thích sách}}:  Quản lý CS1: ref trùng mặc định (liên kết)
- Vogel, Ezra (2011). Deng Xiaoping and the Transformation of China. Harvard University Press. ISBN 9780674055445.{{Chú thích sách}}:  Quản lý CS1: ref trùng mặc định (liên kết)